# Achacjusz Wenke
Achacjusz Wenke, Achatius Wenke (zm. po 11 marca 1436) – kantor legnicki w latach 1418-1422, prezbiter, brat kanonika Mikołaja Wenkego.
Pochodził z mieszczańskiej rodziny z Nysy. Jego ojciec Mikołaj Wenke był mieszczaninem i pisarzem miejskim w tym ośrodku, zaś brat - również Mikołaj - kanonikiem legnickim, otmuchowskim i wrocławskim. Być może jego dziadkiem był Jakub Wenke, nyski rajca.
W 1396 Achacjusz Wenke zapisał się na studia na uniwersytecie w Pradze, nie wiadomo jednak czy je ukończył, bowiem nie używał później żadnego tytułu naukowego. Od 1405 należał do bliskiego otoczenia biskupa wrocławskiego Wacława z dynastii Piastów, kiedy był on obecny w Nysie. Z początku sprawował tamże urząd altarysty w kościele św. Jakuba, a od 1412 również w kościele w Ząbkowicach Śląskich. Od 1 stycznia 1418 do 16 lutego 1422 występował w dokumentach jako świadek w roli kantora legnickiego. Urząd ten uzyskał niewątpliwie dzięki wstawiennictwu biskupa Wacława. Po tej dacie, a przed 1428 Wenke zrezygnował i z urzędu kantora legnickiego i z altarii w Ząbkowicach Śląskich, bo później sprawował ponownie już jedynie funkcję altarysty w nyskim kościele św. Jakuba.
Wraz z bratem ufundował 20 listopada 1415 ołtarz w nyskim kościele parafialnym, a 7 stycznia 1417 także wspólnie spisali testament, konfirmowany przez biskupa wrocławskiego Konrada z dynastii Piastów 2 marca 1429. Swój dom w Nysie oddał tamtejszym altarystom.